# Дружба (дендропарк, Івано-Франківськ)
Дру́жба (Дендрологі́чний парк і́мені З. Ю. Павлика́) — дендрологічний парк загальнодержавного значення в Україні. Розташований у межах території, підпорядкованій Івано-Франківській міській раді Івано-Франківської області, на захід від міста Івано-Франківська. 
Площа 10 га. Підпорядкований Прикарпатському національному університету. Створений 1970 року ботаніком Зеновієм Павликом; з 1976 р. - парк-пам'ятка садового паркового мистецтва місцевого значення «Навчально-дослідне поле», з 1980 року — парк-пам'ятка садово-паркового мистецтва загальнодержавного значення, сучасний статус — з 1983 року. 
Раніше колекція парку налічувала бл. 2 тисяч видів, різновидностей, форм і сортів рослин. Тут були закладені карпаторій з 250 видів деревних та чагарникових порід карпатських лісів; альпінарій з високогірною рослинністю; дендропарк з екзотичних порід, де зростали понад 200 видів; студентський сад і парк Дружба; фруктовий сад з 500 найкращих місцевих і селекційних сортів плодоягідних культур; понад 240 видів лікарських рослин. 
З часом парк пережив період занепаду, через що значно збідніли його колекції. Останніми роками стараннями працівників парку проводиться його відновлення. Нині в ньому зростає бл. 700 видів рослин, серед яких чимало рідкісник, наприклад псевдотсуга тисолиста (Pseudotsuga taxifolia). Проводяться експериментальні дослідження в галузі селекції та насінництва лукопасовищних трав, вирішуються питання інтродукції та акліматизації рослин, виводяться нові культурні сорти і даються рекомендації щодо раціонального використання природних ресурсів. Створюється ботанічний сад. Є пасіка і рибні ставки. Планується створення науково-дослідного центру.